# Ruth y Booz
Ruth y Booz es una pintura pintura al óleo sobre lienzo del artista preimpresionista francés Frédéric Bazille, ejecutada en 1870, que se encuentra en la colección del Museo Fabre en Montpellier, Francia desde 2004.

## Descripción
El arte religioso fue un tema inusual para Bazille, quien está más asociado con paisajes y retratos. Esta pintura es una escena nocturna del Libro de Rut en el Antiguo Testamento, que representa al patriarca Booz durmiendo bajo un cielo nocturno con una luna creciente. Según la Biblia, Booz nota a Rut, una joven moabita viuda y pariente suya, recogiendo grano en sus campos. Pronto se entera de sus difíciles circunstancias, así como de su amabilidad y lealtad hacia su suegra, Noemí. Por la noche, siguiendo las instrucciones de Noemí de seducir a Booz, Rut lo visita mientras él duerme y se pone bajo su poder. Más tarde accede a casarse con ella, y su bisnieto es David. Bazille representa a Rut tendida a cierta distancia de Booz, con la cabeza levantada sobre un codo. Aunque debido a la túnica sin mangas su pecho está provocativamente expuesto, mira pensativamente a la luna en lugar de al anciano dormido. El tema de Booz y Ruth era un tema popular entre la ortodoxia del Salón de París en ese momento, y este trabajo puede haber sido una reacción de Bazille al rechazo del Salón de su La toilette a principios de ese año. Sin embargo, la escena que eligió se basa en gran medida en el poema Booz dormido de Victor Hugo, de su La leyenda de los siglos de 1859. Bazille también había visitado el estudio de Alexandre Cabanel en 1869 y tuvo la oportunidad de ver la versión de Cabanel, basada en el mismo poema.
La pintura es mencionada por Bazille en correspondencia a su padre a fines de junio de 1870, en la misma carta en la que menciona el "gran paisaje" ahora conocido como Paisaje al borde del Lez. En esta carta describe la pintura como a medio terminar, y parece haber permanecido en este estado cuando estalló la guerra franco-prusiana y Bazille se ofreció como voluntario para servir en un regimiento de zuavos en agosto de 1870. Bazille nunca podría regresar para completar el trabajo. El 28 de noviembre de 1870, estaba con su unidad en la Batalla de Beaune-la-Rolande cuando, tras haber resultado herido su oficial al mando, tomó el mando y dirigió un asalto a las posiciones prusianas. Fue alcanzado dos veces en el fallido ataque y murió en combate a la edad de veintiocho años.

## La obra perdida
Cuando se tomó una radiografía de Rut y Booz durante los preparativos para la exposición "Frédéric Bazille y el nacimiento del impresionismo", en la Galería Nacional de Arte de Washington D. C. en 2017, se redescubrió una de las obras perdidas de Bazille debajo. Mujer joven al piano fue una obra que completó en 1866. Bazille describió la obra con gran detalle en correspondencia con su madre, incluyendo los colores verdes satinados del vestido de la modelo y las dimensiones del cuadro, y también mencionó que había sido elogiado por Gustave Courbet. Bazille tenía la intención de convertirlo en su obra de debut en el Salón de París, la exposición de arte oficial de la Academia de Bellas Artes, que posiblemente era el evento de arte anual o bienal más importante del mundo occidental. La aceptación en esta exposición habría asegurado la carrera de Bazille en la ortodoxia de la pintura francesa. Pero el Salón rechazó Mujer joven al piano, aunque aceptaron su más mundano Naturaleza muerta con pescado, que se convirtió en el trabajo debut de Bazille.
No está claro por qué Bazille pintó una nueva pieza encima de esta composición; sin embargo, a pesar de su relativa riqueza, Bazille se destaca por reciclar muchas de sus composiciones rechazadas.